# Bettelheim John Barnardé
Bettelheim John Barnardé (magyarul: Bettelheim János Bernát; japánul: バーナード・ジャン・ベッテルハイム [Bánádo Dzsan Betteruhaimu]) (Pozsony, 1811. június – Brookfield, Missouri, 1870. február 9.) orvos, misszionárius, az amerikai polgárháború tábori orvosa.

## Élete
Apját Hájimnak hívták. Kilencéves korában már német, francia és héber verseket írt. Szülei a morvaországi Trebitschbe küldték, ahol nagybátyja nagy jesivát vezetett, de Barnardé rajongott a világi tudományokért. Pesten, Debrecenben és Nagyváradon tanult, végül 1836-ban Padovában szerezte meg az orvosi diplomáját.
A kolera tanulmányozása miatt Triesztben, Nápolyban és Udinében tartózkodott, majd Szicíliát, Máltát és Görögországot látogatta. 1840-ben Mohamed Ali alatt szolgált mint hajóorvos, aztán Törökországban ezredorvos lett Szmirna mellett. Ekkor kezdte tanulmányozni a keresztény Bibliát. Egy ott lévő anglikán misszionárius megkeresztelte. A szmirnai rabbival vallási kérdéseken összekülönbözött és röpiratot írt franciául, La ruine du Talmud címen. A helyi hatóságokkal is vitába került, ezért posztját elhagyva Londonba ment.
A brit fővárosban szeretett volna az Anglikán Egyház szolgálatába lépni, de hazai egyetemi végzettség nélkül, és frissen a hitre térve, nem szívesen alkalmazták. Csalódottságában a kitért zsidókat tömörítő London Jews' Society-vel lépett kapcsolatba, de velük is összetűzésbe keveredett és visszatért az anglikánokhoz. Sikerült magát hivatásos misszionáriussá kineveztetni. A remélt Közel-Kelet helyett a Távol-Keletre irányították. Londonban megismert feleségével 1845. szeptember 9-én indult el Portsmouthból. Négy hónap múlva érkeztek Hongkongba, innen küldték tovább Okinavára.
A Starling szkúner fedélzetén 1846. április 30-án érkezett meg családjával a Japán mellett fekvő Rjúkjúi Királyságba (ma Okinava prefektúra). Akkor már két éve franciák is tartózkodtak a szigeten, s Bettelheimmel együtt a japánok nagy ellenszenvét vívták ki. Minden arra járó francia vagy angol hajóra megkísérelték feltenni őket, a franciáktól sikerült megszabadulniuk 1848-ban, de Bettelheim egészen 1854 júliusáig kitartott. Helyzetét különösen megnehezítette, hogy tolmácsával 1849 márciusában összeveszett, s az ettől kezdve igyekezett ellehetetleníteni őt. A brit kormány többször próbált közbenjárni érdekében a rjúkjúi hatóságoknál, de Bettelheim a helyi szokások semmibevételével rontotta pozícióját. Szolgálatait mindig felajánlotta a kikötő európai és amerikai hajóknak. Így 1853 májusában a nagy hírű Matthew C. Perry amerikai tengernagy segítségére lehetett. A magával hozott két gyermeke mellé egy harmadik is született, s ezáltal Lucy Fanny Loochoo lett az Okinaván világot látott első európai. Bettelheim ottléte alatt az Újszövetség részleteit rjúkjúi nyelvre fordította, s ezeket Hongkongban 1852-ben és 1855-ben megjelentette. Összeállította az első rjúkjúi–angol szótárt is. Okinavai tartózkodása alatt egy embert tudott megtéríteni, de őt bebörtönözték a japánok, s ott is hunyt el.
A sziget elhagyásakor Angliába akart visszatérni, de New Yorkban megszakadt utazása. Letelepedett az Egyesült Államokban. Illinoisban egy farmot vásárolt. 1861-től lelkész volt St. Anne-ben, 1862-től 1864-ig Cayugában. Az amerikai polgárháborúban 1863 augusztusa és decembere között az illinoisi 106. önkéntes ezredben mint sebész szolgált, őrnagyi rangban. 1865-től káplán és egy gyógyszertár tulajdonosa Odellben. Előadásokat tartott Okinaváról és Japánról. 1867-ben Brookfieldben, Missouri államban, mint orvos működött s ott is halt meg tüdőgyulladás következtében.
Barnardé fő műve, a Biblia japán fordítása 1873-ban jelent meg Bécsben. Pivány Jenő, Kende Géza, Vasváry Ödön főleg mint az amerikai polgárháború tábori orvosáról emlékezett meg. Barnardé 28 nyelvet beszélt.

## Emlékezete
1926 májusában – az Okinaván hagyott rossz emléke ellenére – szobrot lepleztek le tiszteletére egykori lakhelyén, Gokokudzsiban, az emlékmű fényképe Bettelheim szócikkének infoboxában látható.
A Japán Biblia-társulat 1996-os kampánya középpontjába Bettelheimet állította.